# 南桑坦 (亞利桑那州)
南桑坦（英語：South Santan）是位於美國亞利桑那州皮納爾縣的一個非建制地區。該地的面積和人口皆未知。

## 地理
南桑坦的座標為33°07′03″N 111°44′46″W / 33.11750°N 111.74611°W，而該地的平均海拔高度為385米（即1263英尺）。